# 8 октября
8 октября — 281-й день года (282-й в високосные годы) по григорианскому календарю.
До конца года остаётся 84 дня.
До 15 октября 1582 года — 8 октября по юлианскому календарю, с 15 октября 1582 года — 8 октября по григорианскому календарю.
В XX и XXI веках соответствует 25 сентября по юлианскому календарю.

## Праздники и памятные дни

### Национальные
- Намибия — День посадки деревьев.
- Украина — День юриста.

### Религиозные
Православие
 — Память преподобной Евфросинии Александрийской (V век);
 — преставление преподобного Сергия, игумена Радонежского, всея России чудотворца (1392 год);
 — память святого Николая Розова, исповедника, пресвитера (1941 год);
 — память преподобной Евфросинии Суздальской, в миру Феодулии (1250 год);
 — воспоминание перенесения мощей святителя Германа, архиепископа Казанского (1592 год);
 — память преподобной Досифеи затворницы, Киевской (1776 год);
 — память преподобномученика Пафнутия Египетского и с ним 546 мучеников (III век);
 — обретение мощей священномучеников Александра Смирнова и Феодора Ремизова, пресвитеров (1985).

## События

### До XIX века
- 451 — в Халкидоне открылся IV Вселенский собор, осудивший ересь монофизитства.
- 1085 — в Венеции освящён Собор Святого Марка.
- 1480 — началось «стояние на Угре» между войсками русского князя Ивана III и хана Большой Орды Ахмата, закончившееся окончательным освобождением Руси от монголо-татарского ига.
- 1498 — корабли Васко да Гамы отправились в обратный путь из Индии.
- 1621 — между Речью Посполитой и Османской империей заключён Хотинский мирный договор.
- 1642 — открылся первый в Монреале госпиталь.
- 1652 — между английским флотом и флотом Соединённых Провинций состоялось сражение при Кентиш-Нок.
- 1784 — война супника между Нидерландами и Священной Римской империей.

### XIX век
- 1801 — между Россией и Францией заключён Парижский мирный договор.
- 1806 — вторжением войск Наполеона в Саксонию началась Война четвёртой коалиции.
- 1818 — англичане впервые использовали в бою боксёрские перчатки.
- 1830 — окончена девятая глава (позднее ставшая восьмой) романа А. С. Пушкина «Евгений Онегин».
- 1871
  - Начался великий чикагский пожар.
  - В Японии введена современная система почтовой связи.
- 1873 — в США открыта первая женская тюрьма.
- 1886 — в Харькове открыта публичная библиотека (ныне имени Короленко).
- 1895 — прояпонский переворот в Сеуле, убийство королевы Мин.
- 1896 — впервые опубликован индекс Доу Джонса, ставший одним из наиболее известных показателей ситуации на американских биржах.

### XX век
- 1908 — Карл Людвиг Несслер впервые продемонстрировал в Лондоне химическую завивку-перманент.
- 1912 — начало Первой Балканской войны. Черногория объявила войну Турции.
- 1914 — Великобритания впервые применила бомбардировочную авиацию для уничтожения германских мастерских по производству дирижаблей во Фридрихсхафене.
- 1920 — провозглашение Бухарской Народной Советской республики.
- 1923 — Лев Троцкий направил в ЦК РКП(б) письмо, в котором предупреждал об опасности перерождения партии и о растущей власти генерального секретаря.
- 1926 — состоялся первый в мире футбольный репортаж по радио (о матче «Славия» (Прага)-МТК (Будапешт)).
- 1944 — начало наступления Болгарской армии против немецких войск в Югославии.
- 1950 — два американских истребителя обстреляли из-за ошибки навигации советский военный аэродром Сухая Речка.
- 1952 — крушение поездов у станции Харроу-энд-Уилдстон в Лондоне, 112 погибших.
- 1961
  - Открыт Государственный Кремлёвский дворец съездов.
  - В Переяславе-Хмельницком открыт памятник в честь 300-летия воссоединения Украины с Россией.
- 1962 — Алжир вступил в Организацию Объединённых Наций.
- 1967
  - В Боливии был схвачен Че Гевара.
  - В Великобритании впервые были применены трубки для определения алкоголя у водителей.
- 1968 — «Битлз» при записи «Белого альбома» впервые использовали женский голос (Йоко Оно).
- 1970 — Александр Солженицын объявлен лауреатом Нобелевской премии по литературе.
- 1977 — старт первого Мини трансата — парусной гонки через Атлантический океан.
- 1978 — ядерный взрыв «Вятка» (15 килотонн).
- 1980 — последний концерт Боба Марли, во время которого он упал без сознания. Спустя семь месяцев артист скончался от рака.
- 1982 — власти Польской Народной Республики запретили деятельность «Солидарности» и других профсоюзов.
- 1988 — образован Народный фронт Латвии.
- 1990
  - Бурятская АССР провозгласила себя республикой в составе России.
  - Первая палестинская интифада: полиция Израиля убила 17 и ранила более 100 палестинцев в результате столкновения около Купола Скалы
- 1991 — принят закон «О гражданстве Украины».
- 1993
  - Президент Грузии Эдуард Шеварднадзе объявил о вступлении Грузии в СНГ.
  - ООН отменила все санкции против ЮАР.
- 1996 — в Турине потерпел катастрофу самолёт Ан-124-100 «Руслан» компании «Аякс», погибли 5 человек, из них 3 — на земле.
- 1998 — по указанию Генерального прокурора РФ Ю. И. Скуратова было возбуждено уголовное дело по подозрению в злоупотреблении должностных лиц управления делами президента России при заключении контрактов на реконструкцию Московского Кремля. Начало расследования «дела Mabetex».

### XXI век
- 2001 — столкновение в аэропорту Линате (Милан), 118 погибших.
- 2005 — землетрясение в Кашмире, около 100 тыс. погибших в Пакистане.
- 2007 — города Владикавказ, Малгобек, Ржев, Ельня и Елец удостоены звания «Город воинской славы».
- 2014 — в Новосибирске открыт Третий Бугринский мост через реку Обь.
- 2021
  - взрыв в шиитской мечети в афганской провинции Кундуз, более 100 погибших.
  - Массовое отравление метанолом в Екатеринбурге, 44 погибших.
- 2022
  - Подрыв Крымского моста.
  - Итальянский велогонщик Филиппо Ганна установил новый часовой рекорд езды на велосипеде (56 792 метра за 60 минут).
- 2023 — взрыв на газопроводе Balticconnector.

## Родились

### До XX века
- 1680 — князь Алексей Михайлович Черкасский (ум. 1742), русский государственный деятель, кабинет-министр в правление императрицы Анны Иоанновны, великий канцлер.
- 1789 — Уильям Джон Свенсон (ум. 1855), английский орнитолог, малаколог, конхиолог, энтомолог и художник.
- 1810 — Иван Ганецкий (ум. 1887), российский военачальник, генерал от инфантерии.
- 1823 — Иван Аксаков (ум. 1886), русский публицист, поэт, общественный деятель.
- 1848 — Пьер Дегейтер (ум. 1932), бельгийский музыкант, автор музыки «Интернационала».
- 1849 — Александр Сибиряков (ум. 1933), русский золотопромышленник, меценат, исследователь Сибири.
- 1850 — Анри Луи Ле Шателье (ум. 1936), французский физик и химик.
- 1865 — Алексей Свирский (ум. 1942), российский и советский писатель-беллетрист.
- 1868 — Макс Слефогт (ум. 1932), немецкий художник-импрессионист, график, сценограф, иллюстратор.
- 1869 — Комитас (настоящее имя Согомон Кеворк Согомонян; ум. 1935), армянский композитор-классик, музыковед, фольклорист, певец, дирижёр.
- 1870 — Александр Булатович (ум. 1919), российский офицер и исследователь.
- 1871 — Иван Поддубный (ум. 1949), российский и советский борец из рода запорожских казаков, атлет и артист цирка, заслуженный артист РСФСР.
- 1873 — Алексей Щусев (ум. 1949), русский советский архитектор.
- 1888 — Эрнст Кречмер (ум. 1964), немецкий психиатр и психолог.
- 1889 — Иван Мозжухин (ум. 1939), русский актёр театра и кино, эмигрант.
- 1892 — Марина Цветаева (ум. 1941), русская поэтесса, прозаик, переводчица.
- 1895 — Хуан Доминго Перон (ум. 1974), президент Аргентины (1946—1955, 1973—1974).
- 1897 — Рубен Мамулян (ум. 1987), американский режиссёр театра и кино армянского происхождения.

### XX век
- 1901 — сэр Марк Олифант (ум. 2000), австралийский физик и государственный деятель.
- 1904 — Ив Жиро-Кабанту (ум. 1973), французский автогонщик.
- 1907 — Полина Осипенко (погибла в 1939), советская лётчица, одна из первых женщин — Героев Советского Союза.
- 1908 — Юрий Мандельштам (погиб в 1943), российский поэт и литературный критик, эмигрант.
- 1909 — Сергей Голованов (ум. 1990), актёр театра и кино, заслуженный артист РСФСР.
- 1910 — Кирк Элин (наст. имя Джон Фегго, ум. 1999), американский актёр, известный по роли Супермена.
- 1911
  - Марк Бернес (ум. 1969), киноактёр и артист эстрады, шансонье, народный артист РСФСР.
  - Алексей Ляпунов (ум. 1973), русский, советский математик, кибернетик, один из основоположников кибернетики.
- 1914 — Сергей Кулагин (ум. 1981), актёр театра и кино, заслуженный артист РСФСР.
- 1917 — Родни Роберт Портер (погиб 1985), английский биохимик и физиолог, лауреат Нобелевской премии по физиологии или медицине (1972).
- 1920 — Фрэнк Герберт (ум. 1986), американский писатель-фантаст (цикл «Хроники Дюны» и др.).
- 1922 — Нильс Лидхольм (ум. 2007), шведский футболист и тренер, олимпийский чемпион (1948).
- 1923 — Йон Войку (ум.1997), румынский скрипач-виртуоз, дирижёр, основатель международного фонда, оказывающего помощь музыкально одарённым детям Восточной Европы.
- 1925 — Андрей Синявский (псевдоним Абрам Терц; ум. 1997), писатель-диссидент, советский политзаключённый.
- 1927 — Сесар Мильштейн (ум. 2002), аргентинский иммунолог, лауреат Нобелевской премии по физиологии и медицине (1984).
- 1928 — Диди (наст. имя Валдир Перейра; ум. 2001), бразильский футболист, двукратный чемпион мира (1958 и 1962).
- 1931
  - Билл Браун (ум. 2004), шотландский футболист, вратарь.
  - Юлиан Семёнов (ум. 1993), советский журналист и писатель, автор политических детективов.
- 1932 — Абел Аганбегян, советский и российский экономист, академик АН СССР и РАН.
- 1936 — Леонид Куравлёв (ум. 2022), актёр театра и кино, народный артист РСФСР.
- 1937 — Эдуард Россель, член Совета Федерации РФ, бывший губернатор Свердловской области.
- 1939
  - Эльвира Озолиня, советская латвийская метательница копья, олимпийская чемпионка (1960), чемпионка Европы (1962).
  - Пол Хоган, австралийский актёр («Крокодил Данди» и др.), обладатель премии «Золотой глобус».
- 1940 — Дьёзё Кульчар (ум. 2018), венгерский фехтовальщик, 4-кратный олимпийский чемпион
- 1941 — Джесси Джексон, американский священник, правозащитник, сподвижник Мартина Лютера Кинга.
- 1943 — Чеви Чейз, американский киноактёр, обладатель премии «Эмми».
- 1946 — Александр Горшков, советский фигурист, олимпийский чемпион (1976), многократный чемпион мира и Европы.
- 1948 — Клод Жад (ум. 2006), французская актриса.
- 1949
  - Юрий Варум (ум. 2014), советский и российский музыкант, композитор, продюсер, отец певицы Анжелики Варум.
  - Сигурни Уивер, американская актриса, обладательница премий «Золотой глобус» и др. наград.
- 1954
  - Людмила Дребнёва, советская и российская актриса театра и кино.
  - Майкл Дудикофф, американский киноактёр, мастер боевых искусств.
- 1956 — Рашид Нургалиев, российский государственный деятель, бывший министр внутренних дел.
- 1957 — Антонио Кабрини, итальянский футболист, чемпион мира (1982).
- 1958 — Урсула фон дер Ляйен, европейский политик, председатель Еврокомиссии (с 2019 года)
- 1963
  - Татьяна Агафонова, советская и российская актриса театра и кино, телеведущая.
  - Дмитрий Озерский, российский музыкант, клавишник и автор текстов песен группы «АукцЫон».
- 1964 — Иэн Харт, английский актёр.
- 1965
  - Мэтт Бионди, американский пловец, 8-кратный олимпийский чемпион, 6-кратный чемпион мира.
  - Анджей Вроньский, польский борец греко-римского стиля, двукратный олимпийский чемпион (1988, 1996).
  - Харри Коскела, финский борец греко-римского стиля, призёр Олимпийских игр (1988) и чемпионатов мира.
- 1968
  - Звонимир Бобан, югославский и хорватский футболист, победитель Лиги чемпионов УЕФА (1993/94).
  - Лирой Торнхилл, британский музыкант, участник группы «The Prodigy».
- 1970 — Мэтт Деймон, американский актёр, продюсер, сценарист, лауреат премии «Оскар» и двух «Золотых глобусов».
- 1974
  - Фредрик Модин, шведский хоккеист, олимпийский чемпион (2006) и чемпион мира (1998)
  - Кодзи Мурофуси, японский метатель молота, олимпийский чемпион (2004) и чемпион мира (2011).
- 1979 — Кристанна Локен, американская актриса и фотомодель.
- 1980 — Майк Мизанин, американский профессиональный рестлер и актёр.
- 1982 — Аннемик ван Влёйтен, нидерландская велогонщица, олимпийская чемпионка (2020), трёхкратная чемпионка мира
- 1985 — Бруно Марс (наст. имя Питер Джин Эрнандес), американский певец, автор песен, музыкальный продюсер, мультиинструменталист и танцор, обладатель премии «Грэмми».
- 1986 — Камилла Херрем, норвежская гандболистка, двукратная олимпийская чемпионка (2012 и 2024), чемпионка мира и Европы.
- 1987 — Ксения Соло, канадская актриса.
- 1988 — Владислав Лантратов, артист балета, премьер Большого театра.
- 1993
  - Молли Куинн, американская актриса.
  - Гарбинье Мугуруса, испанская теннисистка, экс-первая ракетка мира.
- 1996
  - Тимо Майер, швейцарский хоккеист, призёр чемпионата мира.
  - Сара Таканаси, японская прыгунья на лыжах с трамплина, чемпионка мира, 4-кратная обладательница Кубка мира.
- 1997
  - Марко Одерматт, швейцарский горнолыжник, олимпийский чемпион (2022), двукратный чемпион мира.
  - Белла Торн, американская актриса.

## Скончались

### До XIX века
- 1392 — Сергий Радонежский (р. 1314), игумен и основатель Троице-Сергиевой Лавры, святой Русской православной церкви.
- 1469 — Фра Филиппо Липпи (р. 1406), флорентийский живописец, один из виднейших мастеров Кватроченто — раннего итальянского Возрождения.
- 1612 — Трифон Вятский (р. 1546), основатель Успенского Трифонова монастыря, местночтимый святой Кировской и Пермской областей.
- 1754 — Генри Филдинг, (р. 1707), английский писатель.
- 1793 — Джон Хэнкок (р. 1737), один из лидеров Американской революции, первый губернатор штата Массачусетс.
- 1800 — Салават Юлаев (р. 1754), башкирский поэт, сподвижник Е. Пугачёва.

### XIX век
- 1803 — Витторио Альфьери (р. 1749), итальянский поэт и драматург.
- 1826 — Фридрих Крупп (р. 1787), немецкий промышленник.
- 1834 — Франсуа-Адриен Буальдьё (р. 1775), французский оперный композитор.
- 1850 — Джузеппе Каммарано (р. 1766), итальянский художник.
- 1869 — Франклин Пирс (р. 1804), 14-й президент США (1853—1857).
- 1893 — Алексей Плещеев (р. 1826), русский писатель, поэт, переводчик.
- 1895 — убита королева Мин Ли (р. 1851), женщина-регент государства Чосон (Королевства Корея) при безвольном супруге.
- 1897 — Алексей Саврасов (р. 1830), русский художник-передвижник.

### XX век
- 1904 — Константин Случевский (р. 1837), российский писатель.
- 1910 — Мария Конопницкая (р. 1842), польская писательница.
- 1917 — Сергей Васильковский (р. 1854), русский и украинский живописец.
- 1918 — Михаил Алексеев (р. 1857), верховный главнокомандующий русской армией весной 1917 г., после революции возглавивший белогвардейскую Добровольческую армию.
- 1928 — Иван Скворцов-Степанов (р. 1870), советский государственный и партийный деятель, историк, экономист.
- 1937 — расстрелян Сергей Клычков (р. 1889), русский советский поэт, прозаик, переводчик.
- 1940 — погиб Йозеф Франтишек (р. 1914), чехословацкий лётчик-ас, участник Второй мировой войны.
- 1942 — Сергей Чаплыгин (р. 1869), русский советский механик и математик, академик, один из основоположников современной аэродинамики.
- 1943 — Олга Бан (р. 1926), югославская партизанка, Народный герой Югославии.
- 1945 — Феликс Зальтен (р. 1869), австрийский писатель, журналист, критик.
- 1960
  - Владимир Егоров (р. 1878), художник театра и кино, народный художник РСФСР.
  - Фёдор Селин (р. 1899), российский и советский футболист, прозванный «королём воздуха» за отличную игру головой.
- 1965 — Томас Костейн (р. 1885), канадский писатель.
- 1967 — Клемент Ричард Эттли (р. 1883), британский политик, 62-й премьер-министр Великобритании (1945—1951).
- 1970 — Жан Жионо (р. 1895), французский писатель, сценарист и режиссёр.
- 1972 — Михаил Слонимский (р. 1897), российский и советский писатель, публицист.
- 1973 — Габриэль Марсель (р. 1889), первый французский философ-экзистенциалист.
- 1978 — Жак Брель (р. 1929), бельгийско-французский шансонье, поэт, актёр.
- 1981 — Александра Панова (р. 1899), советская актриса театра и кино.
- 1982 — Филип Ноэль-Бейкер (р. 1889), британский дипломат, пацифист, лауреат Нобелевской премии мира (1959).
- 1992 — Вилли Брандт (р. 1913), немецкий политик, социал-демократ, канцлер ФРГ (1969—1974), лауреат Нобелевской премии мира (1971).
- 1998 — Лия Элиава (р. 1934), грузинская киноактриса.
- 2000 — Всеволод Ларионов (р. 1928), актёр театра и кино, народный артист РСФСР.

### XXI век
- 2001 — Монго Бети (р. 1932), камерунский писатель.
- 2010 — Виктор Ильичёв (р. 1946), киноактёр, заслуженный артист РСФСР.
- 2011 — Нина Сорокина (р. 1942), балерина, народная артистка СССР.
- 2012 — Эдуард Володарский (р. 1941), советский и российский киносценарист, драматург и прозаик.
- 2023 — Нина Матвиенко (р. 1947), советская и украинская певица, народная артистка УССР, Герой Украины.

## Приметы
Сергей-капустник. Сергей-курятник. Сергий Радонежский.
- На Сергея капусту рубят.
- Сергей — курятник: кур бьют на продажу.
- Если первый снег на Сергия, то зима установится на Михайлов день (8/21 ноября)[4].
- Зимний путь устанавливается в четыре семины (седьмицы) от Сергия.
- Если хорошая погода, то стоять ей целых 3 недели.
- Если ветер с севера — к холодной зиме, с юга — к тёплой, с запада — к снежной.